# Tycho Mommsen
Carl John Tycho Mommsen (Garding, 23 maggio 1819 – Francoforte sul Meno, 30 novembre 1900) è stato un filologo classico tedesco.

## Biografia
Era figlio del pastore Jens Mommsen e di Sophie Elisabeth Krumbhaar e fratello minore dello storico e premio Nobel Theodor Mommsen. Nel 1821 si trasferì con la famiglia a Bad Oldesloe, e nel 1834 i fratelli furono al Christianeum ad Altona.
Di qui si recò, per studiare filologia, presso l'Università di Kiel, dove conobbe, nel 1839, il poeta Theodor Storm e successivamente pubblicò, con lui e suo fratello Theodor (1843), il libro Liederbuch dreier Freunde (Canto di tre amici).
Dopo il suo matrimonio con Franziska de Boor (1824-1902), nel mese di aprile 1849, divenne insegnante presso il ginnasio di Husum. Nel 1850 fu costretto a lasciare Husum, per motivi politici, e si trasferì ad Altona. A Pasqua del 1851 divenne insegnante al liceo di Eisenach.
Dopo aver prestato servizio come rettore della scuola pubblica a Oldenburg, fu direttore, nel periodo 1864-1886, del liceo di Francoforte sul Meno. Morì il 3 dicembre 1900 a Francoforte, e le sue spoglie furono inumate nel cimitero principale di quella città.

## Opere
- Kommentierte Übersetzung Pindaros, Kiel 1845 (Leipzig 1846, mit Anmerkungen Berlin 1864)
- Der Perkins-Shakespeare, Berlin 1854
- Die Kunst des Übersetzens aus neueren Sprachen, Oldenburg 1858
- Kritische Ausgabe Shakespeare, Romeo und Julia, Oldenburg 1859
- Bemerkungen über Pindar, Oldenburg 1863
- Bemerkungen zum Horaz, Frankfurt 1871